# Laura Cumming
Laura Cumming (Edimburgo, luglio 1961) è una giornalista e biografa scozzese.

## Biografia
Nata nel 1961 a Edimburgo, vive a Londra con il marito e i figli.
Dopo gli studi al St Hilda's College ha lavorato come presentatrice per la BBC Radio 3 e come produttrice per la BBC World Service.
Giornalista per il Guardian e critica d'arte per l'Observer dal 1999, nel 2017 è stata inisgnita del James Tait Black Memorial Prize per Alla ricerca di Velázquez e due anni dopo è entrata nella shortlist del Baillie Gifford Prize con il memoir sul rapimento della madre da bambina On Chapel Sands. Nel 2024 è stata candidata al Women's Prize per Thunderclap, opera in cui il ricordo di suo padre si fonde a uno studio sulla pittura del Secolo d'oro olandese.

## Opere principali

### Saggi
- Julian Barnes (1990)
- A face to the world: On self-portraits (2009)
- Alla ricerca di Velázquez (The vanishing man: In pursuit of Velazquez, 2016), Vicenza, Neri Pozza, 2017 traduzione di Simona Fefè ISBN 978-88-545-1529-1.

### Memoir
- On Chapel Sands: My mother and other missing persons (2019)

## Premi e riconoscimenti
- James Tait Black Memorial Prize: 2016 vincitrice nella categoria "Biografia" con Alla ricerca di Velázquez
- Baillie Gifford Prize: 2019 finalista con On Chapel Sands: My mother and other missing persons